# Kyivteploenergo
Kyivteploenergo (ukrainien: Київтеплоенерго) est la compagnie municipale qui opère la plupart des usines thermiques publiques dans la capitale ukrainienne de Kiev.

## Histoire

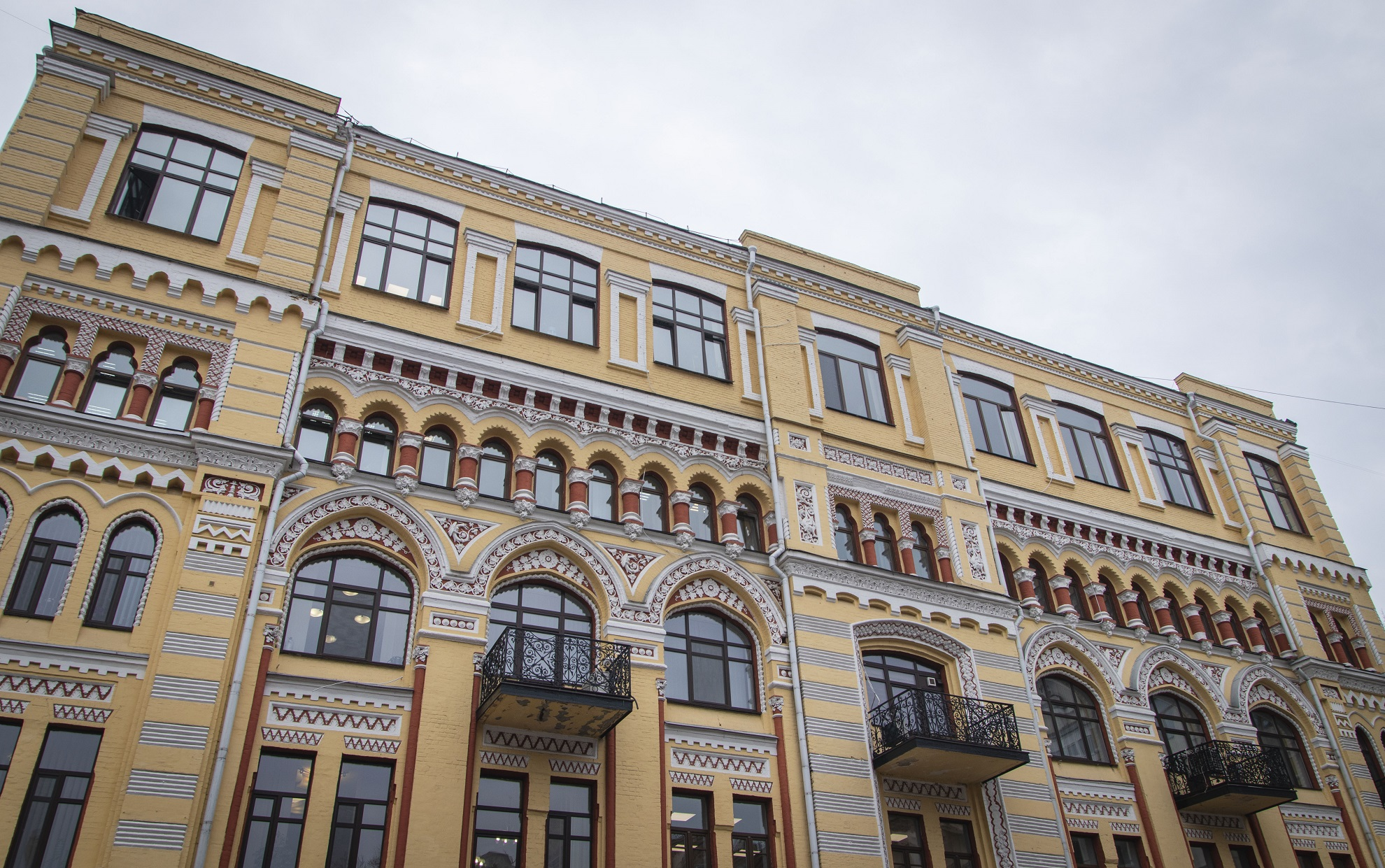
Son siège social au 5 square I. Franko.

Elle se situe au 5 du square Ivan Franko.

## Caractéristiques
La société exploite les centrales Kyiv TEC 5 et Kyiv TEC 6 et l'usine d'incinération Energie. Elle est une productrice de chaleur urbaine, d'électricité et possède la seule usine d'incinération de déchets d'Ukraine.
Visée et endommagé lors de l'Invasion de l'Ukraine par la Russie de 2022, la société utilise 137 générateurs diesel fournis par l'USAID ainsi que des tuyaux pré-isolés par Logstor pour remettre en service le réseau de chaleur.